# گونتر ایمهوف
گونتر ایمهوف (به آلمانی: Günter Imhof) بازیکن فوتبال و مهاجم اهل آلمان شرقی بود که از سال ۱۹۵۲ میلادی عضو تیم ملی فوتبال آلمان شرقی بوده‌است. وی در ۲ بازی ملی حضور داشته و در بازی‌های ملی‌اش گلی به ثمر نرساند. گونتر ایمهوف آخرین بازی ملی خود را در سال ۱۹۵۲ میلادی انجام داد.